# Laszkarabad
Laszkarabad (pers. لشكراباد) – miejscowość w północnym Iranie, w ostanie Alborz. W 2006 roku miejscowość liczyła 4651 mieszkańców w 1194 rodzinach.